# Bronisław Rakowski

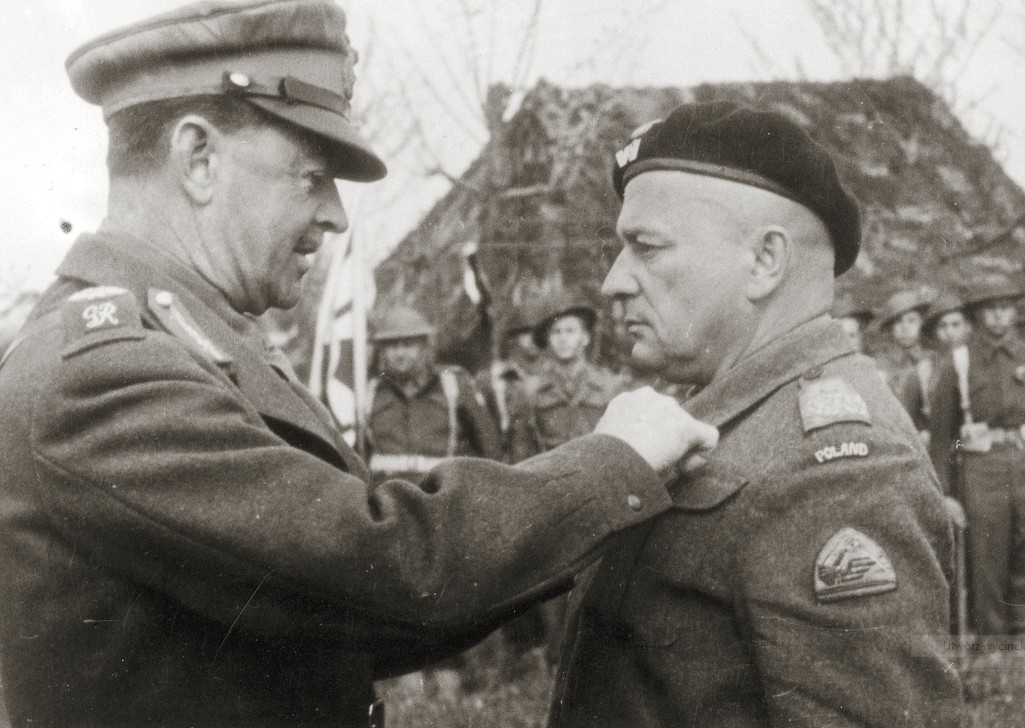
Gen. Harold Alexander dekoruje gen. Bronisława Rakowskiego. Bitwa o Ankonę 1944

Bronisław Stanisław Rakowski (ur. 20 czerwca 1895 w Szczucinie, zm. 28 grudnia 1950 w Buenos Aires) – generał brygady Wojska Polskiego, dwukrotny kawaler Orderu Virtuti Militari.

## Życiorys
W 1912 roku zdał maturę w Wyższej Szkole Realnej w Krakowie. Studiował w Akademii Górniczej w Leoben, działał w Związku Strzeleckim.
W latach 1914–1917 służył w I Brygadzie Legionów Polskich w 1 pułku piechoty oraz 1 pułku ułanów. Od 5 lutego do 31 marca 1917 roku był słuchaczem kawaleryjskiego kursu oficerskiego przy 1 pułku ułanów w Ostrołęce. Kurs ukończył z wynikiem bardzo dobrym w stopniu wachmistrza szefa. W lipcu 1917 roku, po kryzysie przysięgowym, został wcielony do armii austro-węgierskiej, a potem internowany na Węgrzech.
W listopadzie 1918 w Lublinie współorganizował 3 pułk Ułanów Śląskich. Walczył w Galicji w wojnie polsko-ukraińskiej i w wojnie polsko-bolszewickiej. Był dwukrotnie ranny.
W okresie od czerwca 1919 do listopada 1926 był dowódcą kolejno plutonu, szwadronu i dywizjonu oraz II zastępcą dowódcy 7 pułku Ułanów Lubelskich. W latach 1926–1928 był słuchaczem Kursu Normalnego Wyższej Szkole Wojennej w Warszawie. Z dniem 31 października 1928, po ukończeniu kursu i uzyskaniu dyplomu naukowego oficera Sztabu Generalnego, otrzymał przydział służbowy do Centrum Wyszkolenia Kawalerii w Grudziądzu na stanowisko głównego kierownika wyszkolenia bojowego. 23 grudnia 1929 roku ogłoszono jego przeniesienie do Wyższej Szkoły Wojennej w Warszawie na stanowisko wykładowcy taktyki kawalerii.
Od sierpnia 1931 roku dowodził 12 pułkiem Ułanów Podolskich w Białokrynicy. 17 grudnia 1933 roku został awansowany na pułkownika ze starszeństwem z dniem 1 stycznia 1934 roku i 1. lokatą w korpusie oficerów kawalerii. W lutym 1936 roku został wyznaczony na stanowisko szefa Wojskowego Biura Historycznego w Warszawie, funkcję pełnił do 5 września 1939.
W czasie agresji III Rzeszy na Polskę 1939 był szefem sztabu Frontu Południowego i obrony Lwowa. Po agresji ZSRR na Polskę i kapitulacji Lwowa przed Armią Czerwoną nie poszedł do niewoli sowieckiej. Podczas próby przejścia granicy polsko-węgierskiej w Karpatach aresztowany przez NKWD, do sierpnia 1941 więziony na Łubiance w Moskwie.
Uwolniony na podstawie układu Sikorski–Majski, został od listopada 1941 do marca 1942 najpierw dowódcą Ośrodka Organizacyjnego PSZ w ZSRR, a następnie dowódcą kolejno 8 i od marca do września 1942 5 Dywizji Piechoty. W 1941 został awansowany do stopnia generała brygady. Od września 1942 do sierpnia 1943 był szefem Sztabu Armii Polskiej na Wschodzie, a następnie do stycznia 1945 dowódcą 2 Brygady Pancernej, z którą odbył kampanię włoską 2 Korpusu Polskiego.

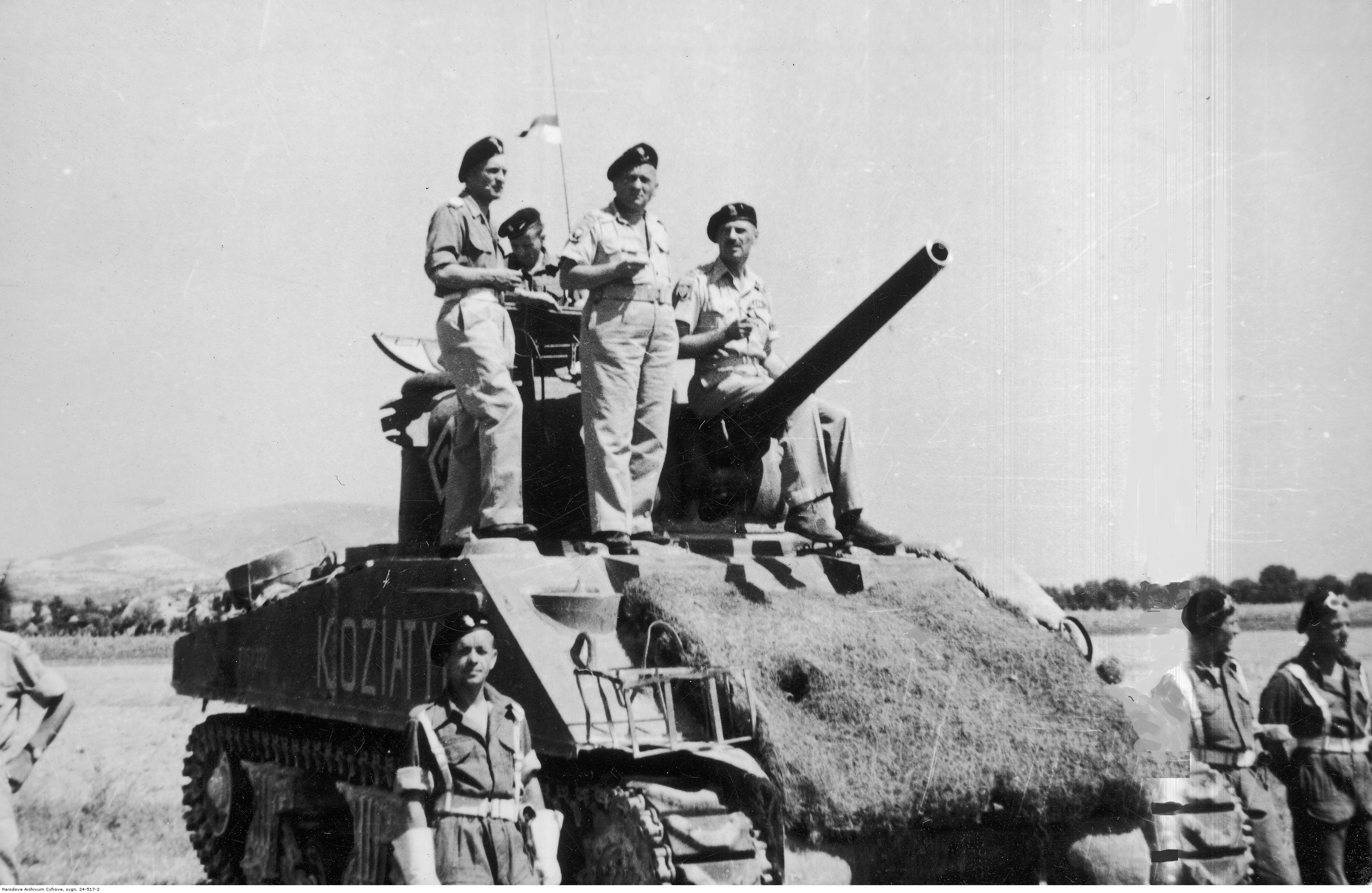
Po bitwie o Bolonię – gen. Władysław Anders (1. z prawej) w towarzystwie m.in. gen. Bronisława Rakowskiego (stoi 2. z lewej) na wieży czołgu M4 Sherman.

W latach 1945–1947 dowodził 2 Warszawską Dywizją Pancerną. Po demobilizacji emigrował do Argentyny. Autor licznych prac o historii i taktyce kawalerii. Zmarł w Buenos Aires 28 grudnia 1950, został pochowany na cmentarzu Ezpeleta w Quilmes.

## Awanse
- podporucznik – listopad 1918
- rotmistrz – 1 czerwca 1919
- major – 15 sierpnia 1924
- podpułkownik dypl. – 1 stycznia 1930
- pułkownik dypl. – 1 stycznia 1934
- generał brygady – 11 grudnia 1941

## Ordery i odznaczenia
- Krzyż Złoty Orderu Wojennego Virtuti Militari nr 43[9][10]
- Krzyż Srebrny Orderu Wojskowego Virtuti Militari nr 2724 (1921)[9][11]
- Krzyż Oficerski Orderu Odrodzenia Polski (11 listopada 1936)[12][13][9]
- Krzyż Niepodległości (2 sierpnia 1931)[14][9]
- Krzyż Walecznych (czterokrotnie)[9]
- Złoty Krzyż Zasługi z Mieczami[9]
- Medal Wojska[15]
- Złoty Krzyż Zasługi (10 listopada 1928)[16][15]
- Medal Pamiątkowy za Wojnę 1918–1921[9]
- Medal Dziesięciolecia Odzyskanej Niepodległości
- Krzyż Pamiątkowy Monte Cassino[15]
- Krzyż za Wolność i Niepodległość[15]
- Komandor Orderu śś. Maurycego i Łazarza (Włochy)[9]
- Oficer Orderu Legii Honorowej (Francja)[9]
- Oficer Orderu Korony Rumunii (Rumunia)[9]
- Order Wybitnej Służby (Wielka Brytania)[9]
- Medal Wojny 1939–1945 (Wielka Brytania)[15]
- Medal Obrony (Wielka Brytania)[15]
- Gwiazda Włoch (Wielka Brytania)[15]
- Medal 10 Rocznicy Wojny Niepodległościowej (Łotwa)[9][17]